# Uivar - Diniaș
Uivar - Diniaș este o arie protejată (arie de protecție specială avifaunistică — SPA) din România întinsă pe o suprafață de 10.012 ha, integral pe uscat.

## Localizare
Situl se întinde pe teritoriile administrative ale comunelor: Otelec, Peciu Nou, Sânmihaiu Român și Uivar din județul Timiș. Centrul sitului Uivar - Diniaș este situat la coordonatele 45°38′25″N 20°58′16″E / 45.640203°N 20.971044°E.

## Înființare
Situl Uivar - Diniaș a fost declarat arie de protecție specială avifaunistică (ROSPA0144) în octombrie 2011 pentru a proteja 25 de specii de animale. Acesta se suprapune cu aria protejată Sărăturile Diniaș.

## Biodiversitate
Situată în ecoregiunea panonică, aria protejată nu include niciun habitat protejat.
La baza desemnării sitului se află mai multe specii protejate de  păsări (25): fâsă-de-câmp (Anthus campestris), acvilă țipătoare mică (Aquila pomarina), barză albă (Ciconia ciconia), barză neagră (Ciconia nigra), șerpar (Circaetus gallicus), erete de stuf (Circus aeruginosus), erete vânăt (Circus cyaneus), erete alb (Circus macrourus), erete sur (Circus pygargus), dumbrăveancă (Coracias garrulus), cioară de semănătură (Corvus frugilegus), ciocănitoare de grădină (Dendrocopos syriacus), egretă mică (Egretta garzetta), șoim dunărean (Falco cherrug), vânturel de seară (Falco vespertinus), cocor (Grus grus), piciorong (Himantopus himantopus), stârc pitic (Ixobrychus minutus), sfrâncioc roșiatic (Lanius collurio), sfrânciocul cu frunte neagră (Lanius minor), stârc de noapte (Nycticorax nycticorax), viespar (Pernis apivorus), bătăuș (Philomachus pugnax), turturică (Streptopelia turtur), fluierar de mlaștină (Tringa glareola).